# Вейвс (Північна Кароліна)
Вейвс (англ. Waves) — переписна місцевість (CDP) в США, в окрузі Дер штату Північна Кароліна. Населення — 172 особи (2020).

## Географія
Вейвс розташований за координатами 35°33′56″ пн. ш. 75°27′54″ зх. д. / 35.56556° пн. ш. 75.46500° зх. д. (35.565661, -75.465070).  За даними Бюро перепису населення США в 2010 році переписна місцевість мала площу 1,43 км², з яких 1,43 км² — суходіл та 0,00 км² — водойми.

### Клімат
| Клімат : Вейвс          | Клімат : Вейвс | Клімат : Вейвс | Клімат : Вейвс | Клімат : Вейвс | Клімат : Вейвс | Клімат : Вейвс | Клімат : Вейвс | Клімат : Вейвс | Клімат : Вейвс | Клімат : Вейвс | Клімат : Вейвс | Клімат : Вейвс | Клімат : Вейвс |
| Показник                | Січ.           | Лют.           | Бер.           | Квіт.          | Трав.          | Черв.          | Лип.           | Серп.          | Вер.           | Жовт.          | Лист.          | Груд.          | Рік            |
| Середній максимум, °C   | 11,8           | 12,7           | 15,3           | 19,0           | 22,9           | 26,9           | 28,9           | 28,7           | 26,5           | 22,3           | 18,2           | 13,9           | 20,6           |
| Середня температура, °C | 7,9            | 8,7            | 11,4           | 15,4           | 19,6           | 24,1           | 26,2           | 25,9           | 23,8           | 19,2           | 14,7           | 10,2           | 17,3           |
| Середній мінімум, °C    | 4,1            | 4,8            | 7,4            | 11,8           | 16,3           | 21,3           | 23,6           | 23,3           | 21,2           | 16,1           | 11,3           | 6,5            | 14,0           |
| Норма опадів, мм        | 116            | 97             | 104            | 88             | 94             | 106            | 132            | 162            | 152            | 112            | 105            | 100            | 1367           |
| Вологість повітря, %    | 69.9           | 69.5           | 67.9           | 70.0           | 73.1           | 76.8           | 78.9           | 77.6           | 74.6           | 70.7           | 71.7           | 70.0           | 72.6           |
| ----------------------- | -------------- | -------------- | -------------- | -------------- | -------------- | -------------- | -------------- | -------------- | -------------- | -------------- | -------------- | -------------- | -------------- |
| Джерело: PRISM          |                |                |                |                |                |                |                |                |                |                |                |                |                |

## Демографія
Згідно з переписом 2010 року, у переписній місцевості мешкали 134 особи в 58 домогосподарствах у складі 38 родин. Густота населення становила 94 особи/км².  Було 320 помешкань (224/км²).
Расовий склад населення:
| - 94,0 % — білих - 3,0 % — осіб інших рас |

До двох чи більше рас належало 3,0 %. Частка іспаномовних становила 4,5 % від усіх жителів.
За віковим діапазоном населення розподілялося таким чином: 19,4 % — особи молодші 18 років, 59,0 % — особи у віці 18—64 років, 21,6 % — особи у віці 65 років та старші. Медіана віку мешканця становила 43,5 року. На 100 осіб жіночої статі у переписній місцевості припадало 106,2 чоловіків;  на 100 жінок у віці від 18 років та старших — 111,8 чоловіків також старших 18 років.
Цивільне працевлаштоване населення становило 57 осіб. Основні галузі зайнятості: фінанси, страхування та нерухомість — 100,0 %.